# Вилхелм Битрих
Вилхелм „Вили“ Битрих (на немски: Wilhelm Wili Bittrich) е германски обергрупенфюрер от СС и Вафен-СС по време на Втората световна война.
Вили Битрих е роден в град Вернигероде в подножието на планината Харц. В началото на Първата световна война участва като армейски офицер, но през втората половина на войната се премества във военновъздушните сили като пилот-изтребител.
Присъединява се към SS-Verfügungstruppe през 1934 и служи там до 1939 година, когато става командир на 1-ва СС дивизия Либщандарт СС Адолф Хитлер. Командва дивизията в Полската кампания през 1939 и Битката за Франция през 1940 година. През 1942 година за кратко е командир на 8-а СС кавалерийска дивизия Флориан Гайер.